# Tusen Toner
Tusen Toner, TT, är en ideell musikförening i Kiruna med cirka 200 medlemmar. Föreningen bildades formellt 1983. Tusen Toners främsta syfte är att verka för musiklivet i Kiruna. Efter ett antal lokalbyten flyttade musikföreningen 1994 in i den gamla Centralgården på Gruvvägen 1 i Kiruna (nuvarande TT-Centralen) där föreningen finns än idag. I huset finns 15 replokaler, ett kontor, föreningscafé och en scen. Dessutom finns det en fullt utrustad inspelningsstudio i huset som tillhör föreningen.

## Historia
Upprinnelsen till det som skulle bli Tusen Toner var när lokala ungdomar 1974 ville starta en alternativförening för musik. Föreningen bildades under namnet "Alternativet"  och engagerade i den här tidiga perioden var bland annat Peter Wiklund, Odd Lidman, Irene Karlström och Ingmar Emt. 1978 började man samarbeta med den nybildade musikföreningen Kiruna Amatörmusikförening (KAMF) när man märkte att man hade liknande intresse gällande konst, foto och framförallt musik. 1983 beslöt man att slå ihop de två föreningarnas verksamhet och tog då namnet Tusen Toner. Drivande under sammanslagningen var bland annat Peter Holmlund, Mats Dahlberg, Kent Lindmark, Arne "Bengan" Bengtsson och Anders Heldebro. I samband med bildandet av Tusen Toner startade man ungdomsprojektet "Bore" där syftet var att göra en utrustad replokal tillgänglig för Kirunas musikintresserade ungdomar.
Kiruna Amatörmusikförening hade före bildandet av Tusen Toner arrangerat en rad konserter. Tusen Toner fortsatte med traditionen och blev en central konsertarrangör i Kiruna.
1986 fick föreningen sitt första hus när man flyttade in i fastigheten "Gamla Konsum" på Skolgatan 10 i Kiruna. Den gamla konsumbyggnaden uppfördes 1901 och ritades av arkitekten Gustaf Wickman. Huset var ett av de många "bläckhornen" som Wickman ritade för Kiruna. Byggnaden inhyste från början Kirunas första "arbetarägda" handelsbolag. På grund av byggnadens gröna färg fick den snabbt smeknamnet "Grönkåken" av ungdomarna i föreningen. I början av 1990-talet var det uppenbart att man, på grund av omfattande mögel och vattenskada i huset, skulle bli tvungen att flytta från fastigheten. Detta ledde till en utdragen process med kommunledningen om var ungdomarna skulle ta vägen.

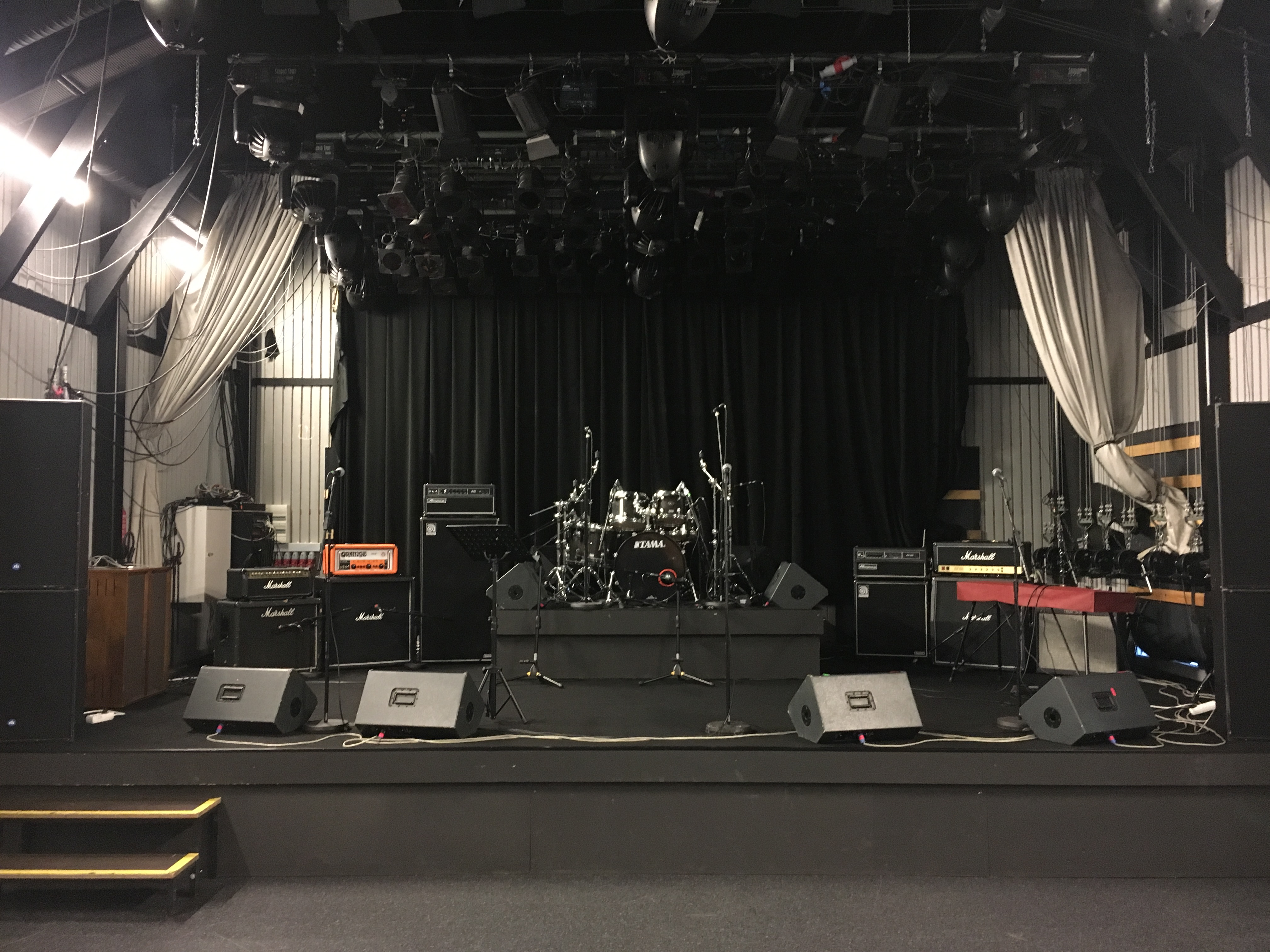
Tusen Toners konsertlokal invigdes i februari 2006

Efter valet 1994 fick föreningen tillåtelse att tillfälligt flytta in i "Centralgården" på Gruvvägen 1 i centrala Kiruna. Fastigheten uppfördes redan 1900 och nyttjades som Kirunas första sjukstuga fram till början av 1950-talet . Fritids- och Kulturnämnden i Kiruna vände sig mot beslutet att låta föreningen husera permanent i fastigheten. Men när föreningen väl etablerat sig i huset var uppfattningen att man inte ville flytta. Under ett stormöte med föreningsmedlemmar och politiker gjorde man klart att man kunde tänka sig att ockupera byggnaden om kommunpolitikerna försökte få ungdomarna att lämna fastigheten .
I slutändan blev det klart att föreningen skulle få stanna på Centralgården som började kallas för "TT-Centralen" av medlemmarna. Byggnaden är fortfarande ägd av Kiruna kommun men hyrs ut till föreningen.  I början av 2006 invigde föreningen sin egen konsertlokal som man byggt i fastigheten. I september 2007 invigde man den egna inspelningsstudion.
Under 2010-talet blev det klart att byggnaden skulle bli tvungen att rivas eller bli flyttad på grund av LKAB:s pågående stadsrivning. Under 2022–2023 är fastigheten planerad att flyttas ner till Kirunas nya stadskärna.
Tusen Toner är medlemsförening i riksorganisationen Kontaktnätet.

## Arrangemang
Tusen Toner har sedan starten verkat som en lokal konsertarrangör. Förutom flertalet konserter har föreningen också genomfört en rad större arrangemang under egen flagg. 1996 arrangerade man för första gången den egna musikfestivalen “TT-12:an" . Namnet på festivalen tog man från det lokala fackförbundet Gruv 12:an i LKAB:s Kirunagruva, som gick in som sponsor till den första festivalen. Under 1990-talet och 2000-talet var också “Lucia-Rocken” ett mångårigt återkommande arrangemang.
Föreningen har också arrangerat diverse välgörenhets- och solidaritetsgalor. Bland annat “Rock Mot Sjöbo”, “Rock Mot Rasismen”, “Anti-vålds Dagen” , "Rock Mot Ockupationen"  och en egen “ANC-Gala”.

### Kirunafestivalen och Kiruna Snöfestival
Under hösten 2011 tog Tusen Toner över festivalerna Kirunafestivalen och Kiruna snöfestival när den dåvarande arrangören Lappland Ekonomiska förening meddelade att man inte längre skulle ha möjlighet att fortsätta arrangera festivalerna. Tusen Toner arrangerade Kiruna Snöfestival för första gången i slutet av januari 2012 och stadsfesten Kirunafestivalen för första gången sommaren 2012.

## Stipendier och utmärkelser tilldelat Tusen Toner
- 2019, LKAB:s Kulturstipendium [16] Motivering: "Föreningen har under snart fyra decennier gett ungdomar möjligheten att utveckla sin musikalitet i ändamålsenliga replokaler och arrangerat drogfria konserter för alla musikstilar. På senare år har Tusen Toner varit arrangör för Kiruna Snöfestival på vintern och för Kirunafestivalen på sommaren, två viktiga event som lockar besökare långt utanför kommungränserna. Vid dessa arrangemang genomförs större delen av arbetet med ideella krafter och av ungdomar. Genom detta arbete har föreningen bidragit till ett attraktivt samhälle för många generationer."
- 2013, Sparbanken Nords Kulturpris.[17] Motivering: "Tusen toner har genom sin roll som samordnare för musikintresserade i alla åldrar haft en mycket stor betydelse för utvecklingen av ett rikt kulturliv i Kiruna. Föreningen som har funnits i 25 år och har cirka 300 medlemmar erbjuder en arena för både etablerade artister och unga lokala musiker som får chansen att utveckla sina idéer och pröva sina vingar. Med stort kontaktnät och mod att ta på sig arrangörsroller bland annat för den populära Kirunafestivalen bidrar Tusen Toner kraftfullt till att sätta Kiruna på kartan när det gäller Norrbottens musikliv"
- 2013, Vänsterpartiet-Norrbottens Kulturstipendium. Motivering: "Tusen Toner har bedrivit ett mångårigt folkkulturarbete med att främja musiken i Kiruna i allmänhet och musicerande ungdomar i synnerhet. Föreningen är ideell och drogfri. Den arbetar åldersintegerat och generationsöverskridande där de äldre hjälper och stöttar de yngre och där de yngre ska vara "ansiktet utåt".  Föreningen genomför flera arrangemang med syftet att alla som vill ska ha minst en chans per år att stå på en riktig scen med professionellt ljud och ljus. I föreningens lokal, Gamla Sjukstugan, finns 15 replokaler, en inspelningsstudio, en konsertlokal, en instrumentverkstad, ett medlemsfik, samt närradiostationen Radio Kiruna. Inspelningsstudion är i toppklass och i den har sedan 2007 genomförts ett 50-tal inspelningar. Sedan 2011 bedriver Tusen Toner både Kirunafestivalen och Snöfestivalen. Kirunafestivalen 2012 var länets enda festival som gick ihop ekonomiskt".
- 2013, Årets Coop-Malmfälten pris. Motivering: "Med starkt driv, tungt komp och engagerat entreprenörskap har denna förening förstärkt Kirunas goda varumärke som en av Sveriges mest unika och bästa festivalstäder. Nu vidareutvecklar man såväl unga musiktalanger som visionen om den hållbara framtidsstaden Kiruna".
- 1998, KIP-fondens stipendium. Motivering: "För skapande av positivism och framtridstro för Kiruna och för sådana som på något sätt gjort goda insatser för samhället i övrigt tilldelas 1998 10 000 kronor Tusen Toner"
- 1989, Kiruna Folkets Husförenings Kulturstipendium. Motivering: "För aktiv medverkan till att utveckla kulturlivet på orten"

## Galleri

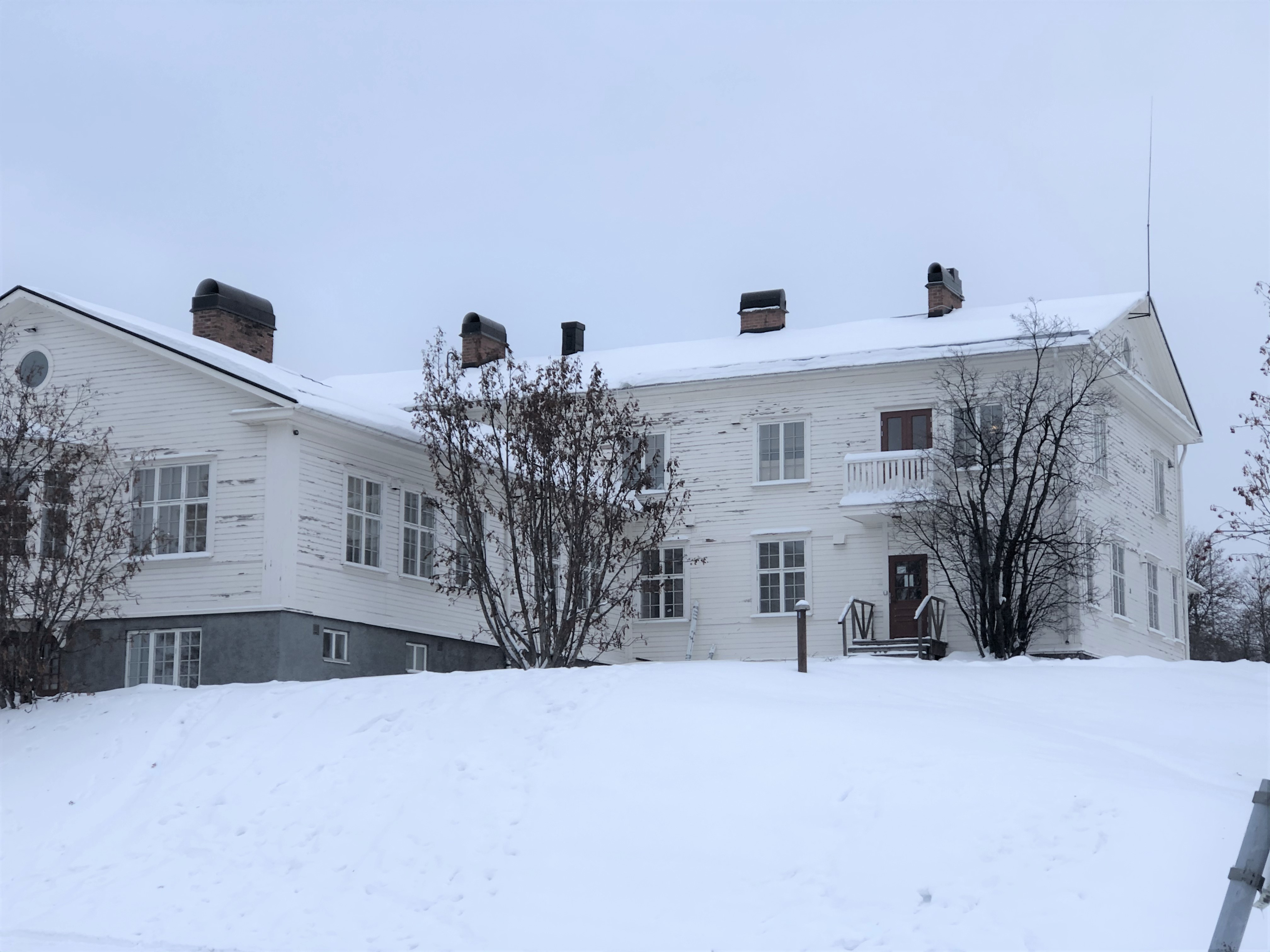
Fastigheten "Gamla Centralgården" eller TT-Centralen där föreningen huserar sedan 1994.
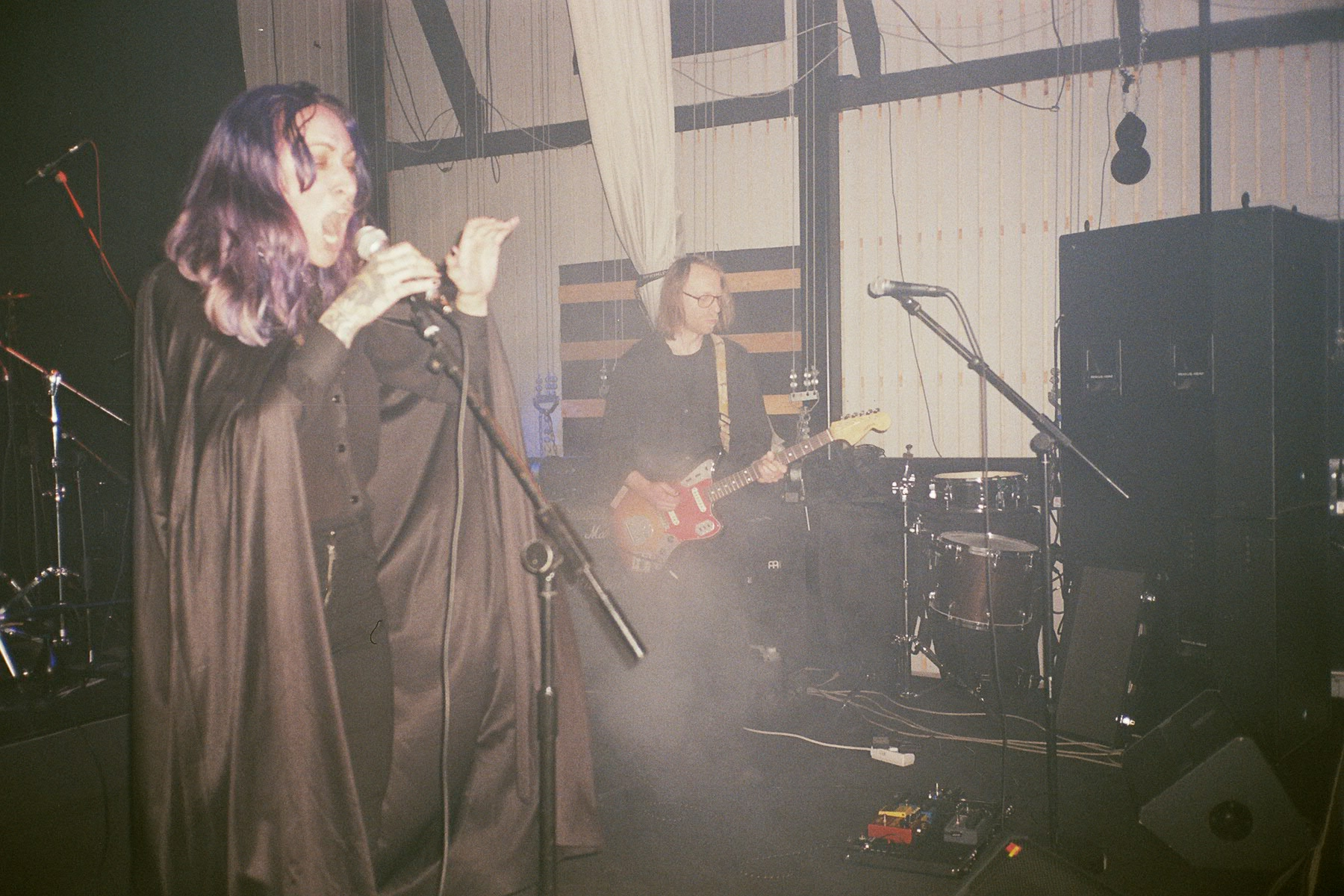
Punkbandet Den Brinnande Busken (från Luleå) live i Tusen Toners konsertlokal under en påskkonsert 2019.
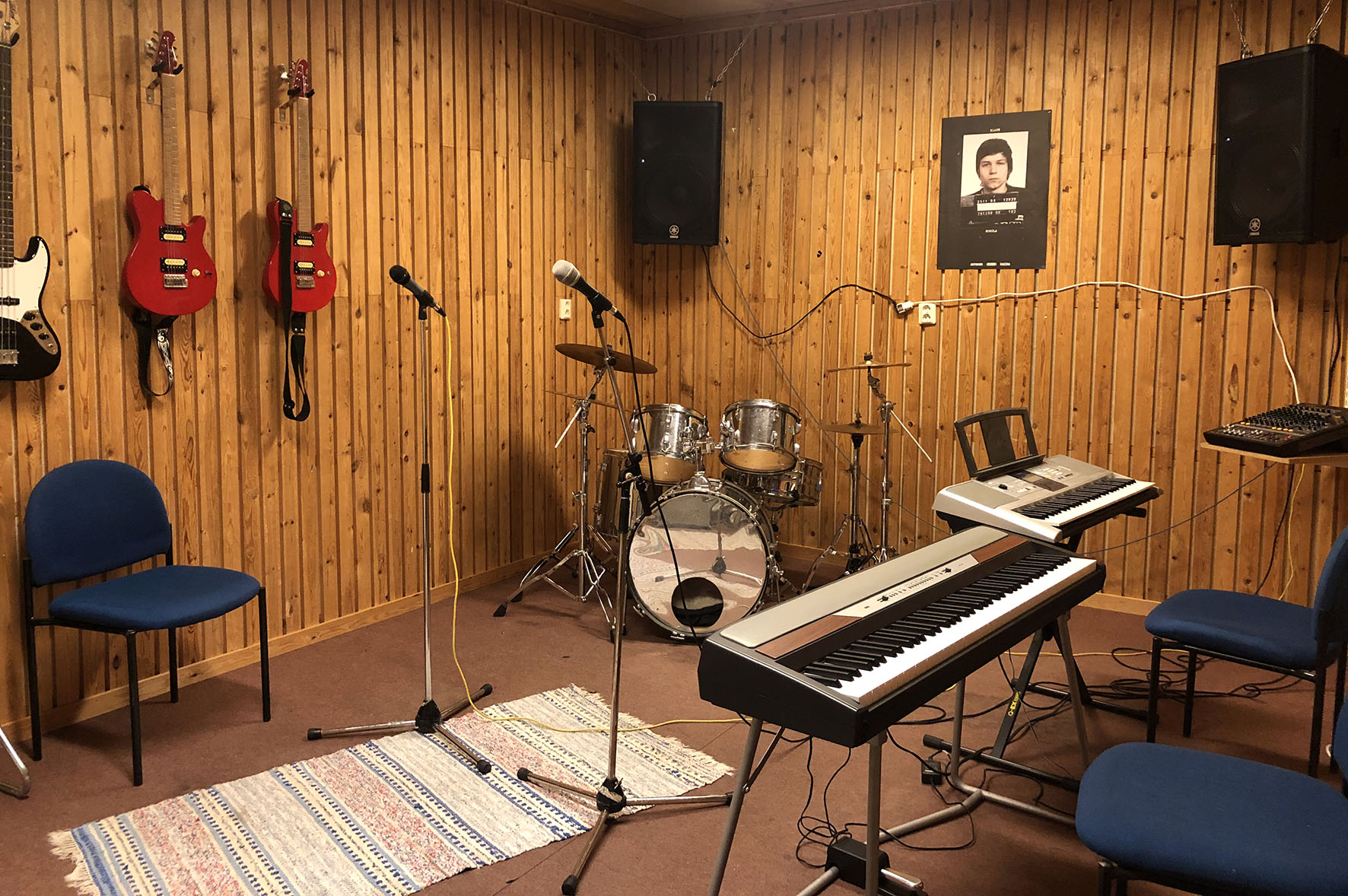
En av replokalerna på TT-Centralen. Totalt har föreningen 15 stycken replokaler i fastigheten.
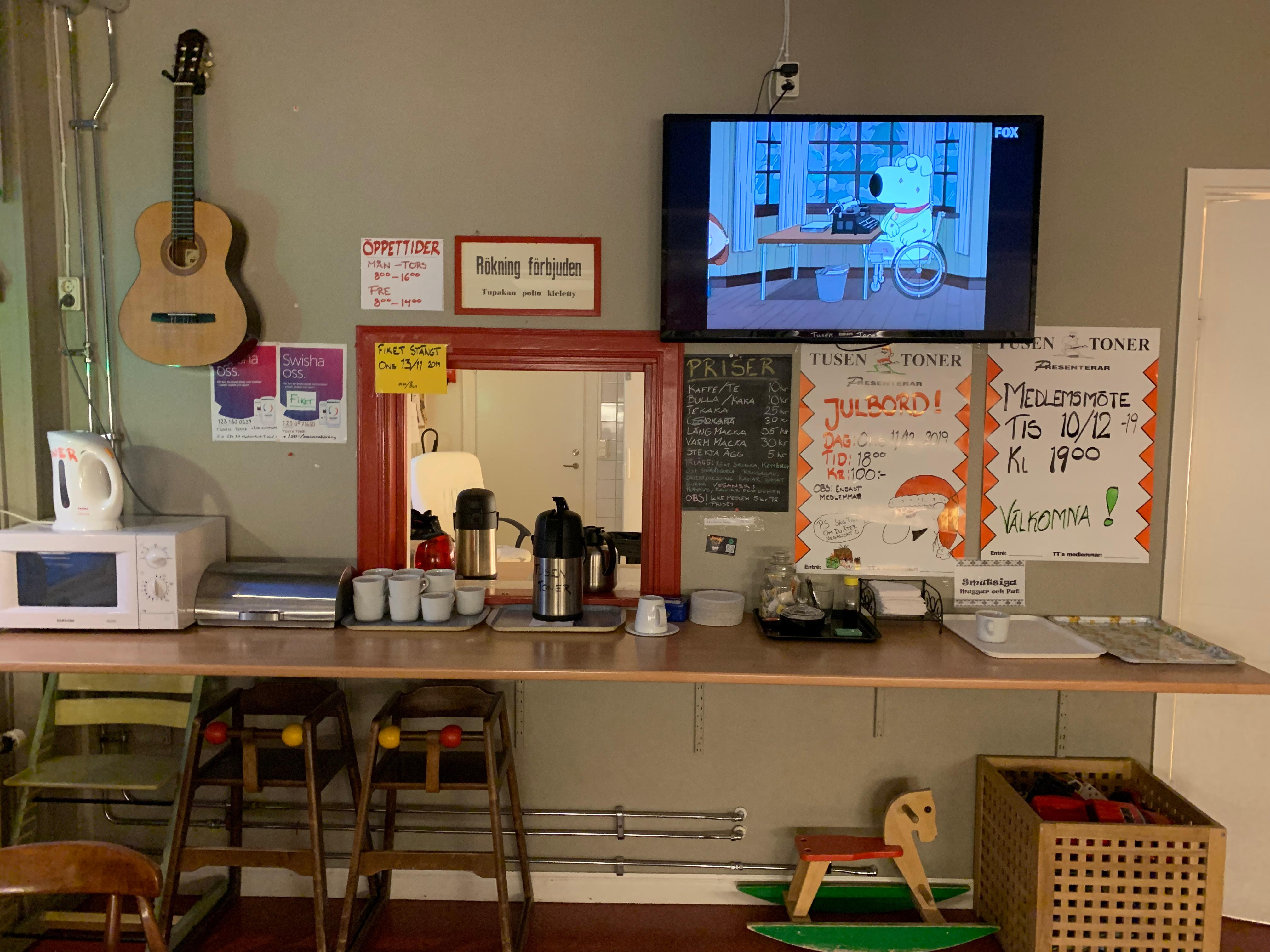
Medlemsfiket "Kafé Zappa" som drivs av föreningen inne på TT-Centralen.
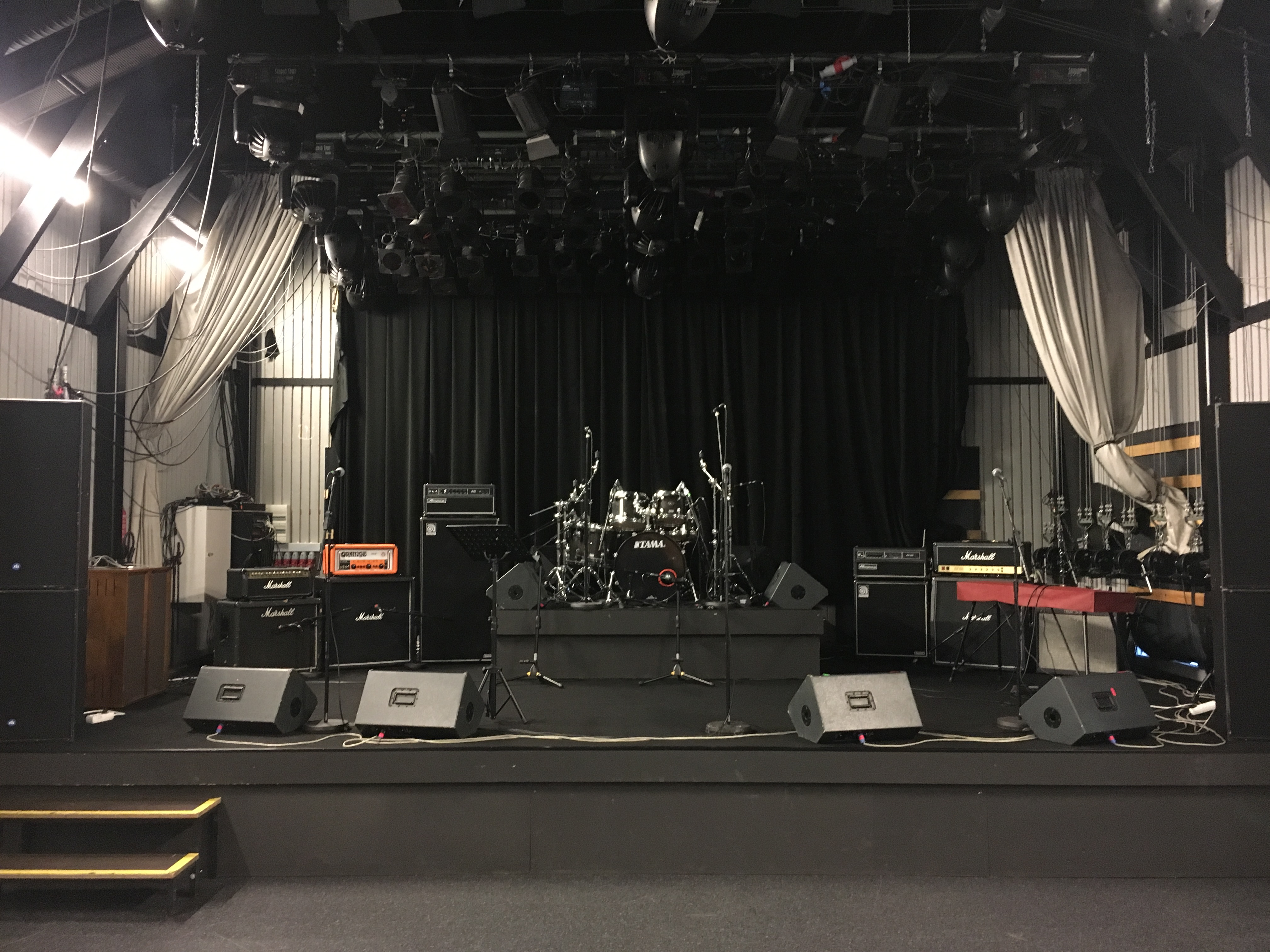
Den egna konsertlokalen på TT-Centralen som föreningen invigde i februari 2006.